# Anniversary (킨키 키즈의 노래)
〈Anniversary〉(애니버서리)는 KinKi Kids의 20번째 싱글이다.

## 해설
기념해야 할 그룹 20번째의 싱글이다. 약 11개월 만이라고 하는 것은 〈영원히〉~〈Secret Code〉와 줄서, KinKi Kids 최장의 간격이 되고 있다. 본작에서는 c/w나 인스트판을 수록하지 않고, A면과 그 어레인지 버전의 2곡으로 525엔이라고 하는 낮은 가격으로 발매되었다.

## 수록곡
1. Anniversary
작사: Satomi / 작곡: 오다 테츠로 / 편곡: 이에하라 마사키
2. Anniversary -20th. memorial version-
작사: Satomi / 작곡: 오다 테츠로 / 편곡: 아베 준
이쪽은 연주가 주로 현악기만으로 되어 있어 보컬을 메인에 둔 어레인지 버전이다.